# Amphiuma means
Amphiuma means là một loài kỳ giông giống rắn tìm thấy chủ yếu ở miền đông nam Hoa Kỳ. Đây là một loài phổ biến, nhưng được gọi một cách không chính xác "rắn Congo", "cá chình conger", "lươn mù". Là một trong những loài lưỡng cư lớn nhất còn tồn tại. Chúng có thể phát triển khối lượng từ 39 đến 1.042 g (1,4-36,8 oz) và chiều dài 34,8–116 cm (13,7–46 in). Chúng có bốn chân thoái hóa mà kết thúc là hai hoặc ba ngón chân mà hầu như vô dụng, và đôi mắt có mí. Chúng có màu xanh- đen. Chúng ăn cá nhỏ, ốc, và ấu trùng côn trùng. Chúng vô hại đối với con người, mặc dù có thể tạo ra một vết cắn mạnh.